# Temný věk

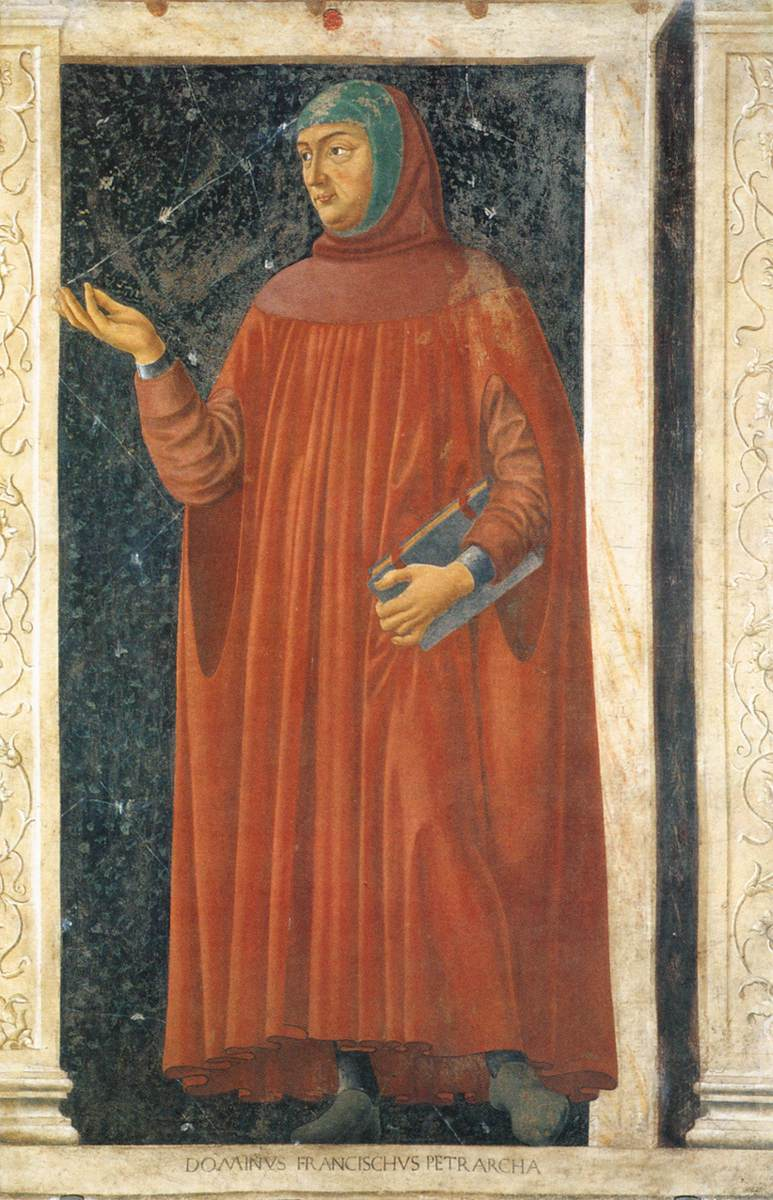
Francesco Petrarca, který zavedl myšlenku doby temna (Andrea del Castagno, Cyklus slavných mužů a žen)

Temný věk nebo také doba temna (italsky "secoli bui") v celoevropském kontextu, je výraz, který vytvořil italský spisovatel Francesco Petrarca.

## Vymezení pojmu
Výraz využívá tradičního konceptu protikladu světla a tmy, ve kterém „temnotě“ té doby (s nedostatkem dokladů a svědectví) předcházelo a po ní následovalo „světlo“ (s hojností dokumentace a svědectví). Představuje negativní hodnocení středověku, tedy období od pádu Západořímské říše v roce 476 n. l. do konce 15. století, ve srovnání s předchozím, klasickým obdobím a následujícím obdobím renesance, který naopak chápal jako světlé období pro lidstvo.
O této negativní konotaci polemizuje moderní historiografie, která naopak přehodnocuje středověk jako základní etapu vývoje západního umění a kultury.  

## Dějiny
Pojem „doba temna“ vznikl ve 30. letech 14. století u italského spisovatele Francesca Petrarcy, který považoval století po zániku Římské říše za „temná“ ve srovnání se „světlem“ klasické antiky.
V roce 1602 výraz převzal do latiny jako saeculum obscurum historik Cesare Baronio, jako definici bouřlivého období 10. a 11. století. Tento koncept se tak začal uplatňovat na celý středověk jako období intelektuální temnoty rozkročené mezi pádem Říma a renesancí a stal se obzvláště populární během osvícenství 18. století. 
S postupným lepším pochopením mezi 18. a 20. stoletím se termín „temná doba“ omezoval na dobu raného středověku (5. – 10. století) , a to navzdory tomu, že mnozí jeho použití odmítali i jen na toto úzké období. Většina moderních badatelů se již zcela vyhýbá použití tohoto termínu kvůli jeho čistě negativním konotacím, protože je považuje za zavádějící a nepřesné.  Přesto negativní a pejorativní konotace přežívá dodnes , typicky v populární kultuře, která má často tendenci charakterizovat středověk, často spíše povrchně, jako období výhradně prostoupené tmářstvím a násilím.